# Palazzo di Magnocavallo

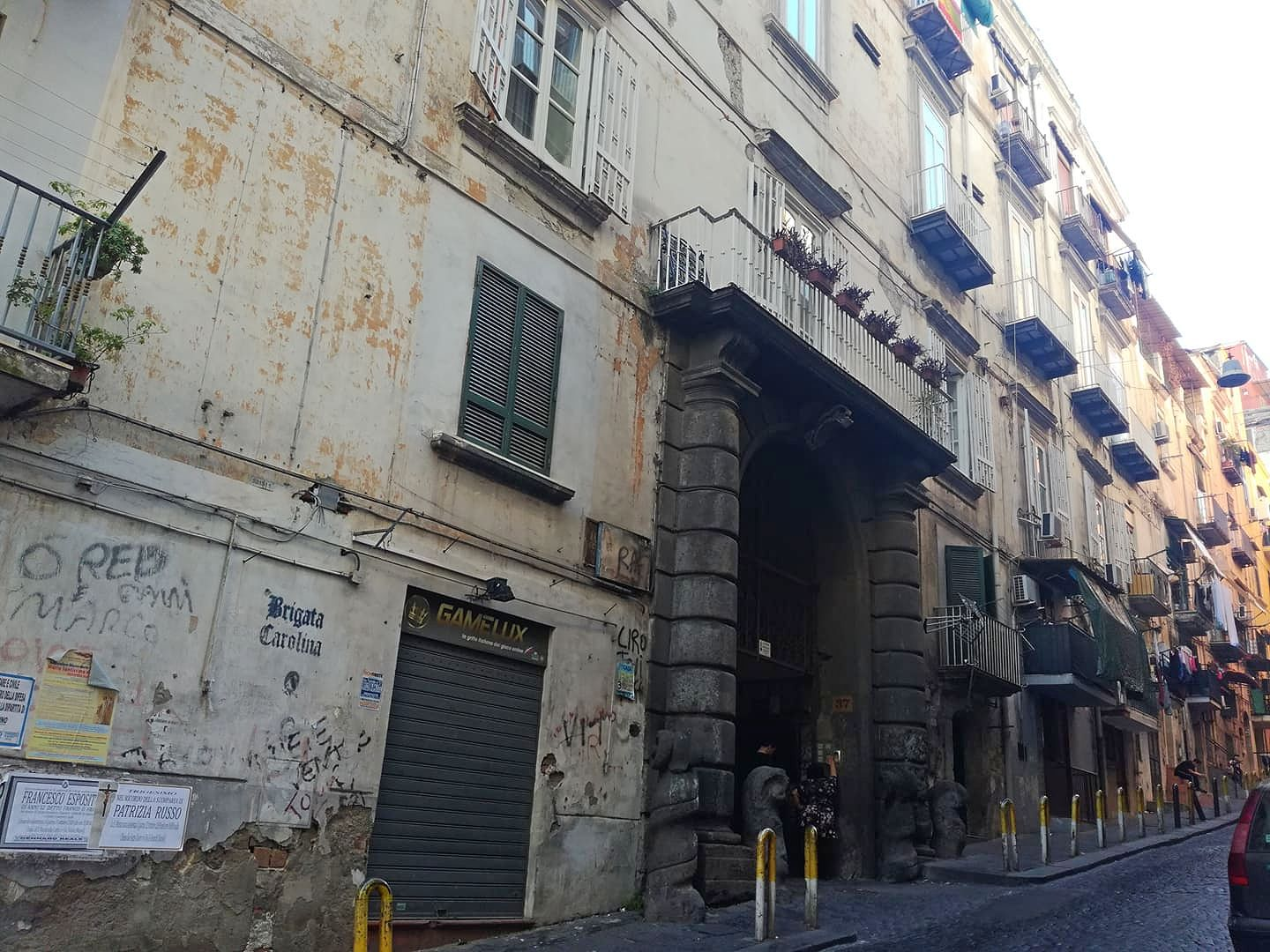
Palazzo Magnocavallo in Neapel

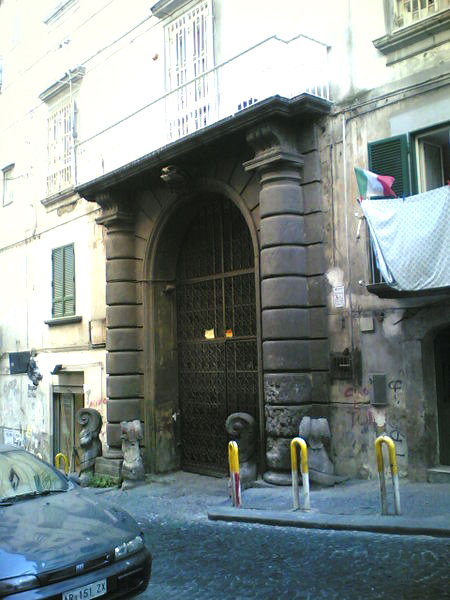
Portal aus Piperno

Der Palazzo di Magnocavallo oder Palazzo di Domenico Antonio Vaccaro ist ein Palast aus dem 16. Jahrhundert im Viertel Quarieri Spagnoli in Neapel in der italienischen Region Kampanien. Er liegt in der Via Francesco Girardi, 37.

## Geschichte
Der Palast in der Nähe der Kirche Santa Maria ad Ogni Bene dei Sette Dolori wurde ab 1594 im Auftrag von Ortensio Magnocavallo errichtet, nachdem dieser ein großes Grundstück gekauft hatte, das das Gebiet zwischen dem Vico Politi, der Via Santa Maria Ognibene und der Via Francesco Girardi umfasste. Im Innenhof sieht man heute noch die Pipernobögen der zweistöckigen Loggia aus dem Ende des 16. Jahrhunderts.
Das Anwesen wurde im Laufe der Jahrhunderte mehr als einmal umgebaut und im 18. Jahrhundert kaufte es Domenico Antonio Vaccaro als Wohnstatt für sich und seine Familie. Im rückwärtigen Teil gab es bis zum 19. Jahrhundert einen großen Garten, der ab den 1630er-Jahren teilweise durch eine Familienkapelle belegt war, die später zur Kirche Santa Maria ad Ogni Bene dei Sette Dolori wurde. Die Renovierung im 18. Jahrhundert schloss die komplette Erneuerung des Portals im Monumentalstil ein. Anfang des 19. Jahrhunderts, mitten in der Zeit Napoleons, ließen die Magnocavallos im rückwärtigen Garten einen Baukörper in Linie mit dem Portal mit zwei Säulen errichten, die den Buchstaben „M“ tragen.

## Beschreibung
Der Palast, der in seinen Dimensionen, die in das Straßennetz der Quartieri Spagnoli einfügen, sehr imposant ist, ist durch die Einfachheit der Linien seiner Fassade gekennzeichnet, die nur auf Höhe des majestätischen Portals aus Piperno unterbrochen sind. Dieses zeichnet sich durch einen Rundbogen, flankiert von toskanischen Säulen mit Bossenwerk aus; an seiner Basis gibt es Voluten aus Marmor, die die Funktion von Bordsteinen erfüllen, während sich darüber anstatt eines Gebälks der Balkon im Obergeschoss erhebt. Im Innenhof sieht man sehr gut die Reste der Loggia.